# Kakegawa-juku

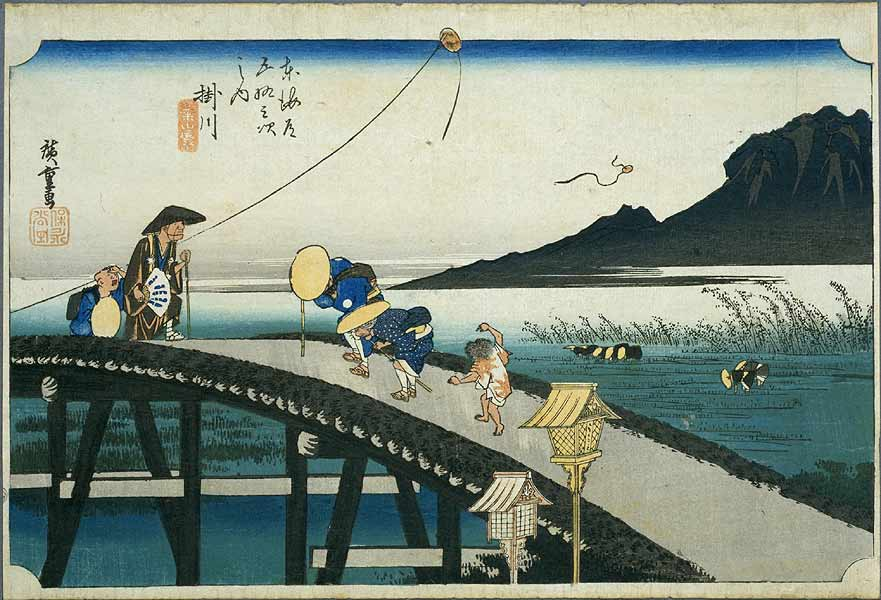
Stacja w latach 30. XIX wieku, Hiroshige Andō

Kakegawa-juku (jap. 掛川宿 Kakegawa-juku) – dwudziesta szósta z 53 stacji szlaku Tōkaidō, położona obecnie w mieście Kakegawa, w prefekturze Shizuoka w Japonii. 